# 柳汝舟
柳汝舟，浙江山阴縣（今屬绍兴市）人。明初官員。
洪武四年（1371年）辛亥，明朝首開會試，柳汝舟考中吴伯宗榜三甲進士。官临海縣縣丞。